# Jan Vorel (politik)
Jan Vorel (9. listopadu 1914 Rakovník – ???) byl český a československý politik Československé strany lidové a poúnorový poslanec Národního shromáždění ČSR.

## Biografie
Pocházel z rodiny železničního strojvůdce. Absolvoval obecnou školu a reálné gymnázium v Rakovníku. V letech 1933–1935 studoval Vysokou školu obchodní při ČVUT v Praze, studia ovšem nedokončil. Později vykonal prezenční vojenskou službu a jako podporučík pěchoty pokračoval v další vojenské činné službě v Chebu a později v Šaštíně na Slovensku. Po demobilizaci nastoupil jako úředník v Anglo-československé a Pražské úvěrní bance a zde byl zaměstnán do likvidace celého ústavu v září 1942. V letech 1942–1943 byl totálně nasazen v Německu a od 1. října 1943 zaměstnán v nemocniční pojišťovně. Po osvobození vstoupil znovu do armády, sloužil v severních Čechách (1945–1946). Tam se také usadil. V letech 1946–1947 působil jako zaměstnanec MNV v Chomutově, od roku 1947 pracoval coby účetní v podniku Ocelárny Julia Fučíka v Chomutově. Od roku 1947 byl členem ČSL.
Ve volbách roku 1954 byl zvolen za ČSL do Národního shromáždění ve volebním obvodu Ústí nad Labem. V parlamentu setrval do konce funkčního období, tedy do voleb roku 1960.
K roku 1954 se profesně uvádí jako provozní účetní závodu Julia Fučíka v Chomutově.
Pro svůj liknavý přístup k výkonu poslaneckého mandátu a pro stížnosti komunistů ze severních Čech nebyl kandidován do voleb 1960. Následně odešel z veřejného života.